# Tenebroides mutica
Tenebroides mutica là một loài bọ cánh cứng trong họ Trogossitidae. Loài này được Palisot de Beauvois miêu tả khoa học năm 1811.